# Матхару, Аджаип Сингх
Аджаип Сингх Матхару (англ. Ajaip Singh Matharu, 11 марта 1938, Тас, Британская Индия) — угандийский хоккеист (хоккей на траве), защитник.

## Биография
Аджаип (в некоторых источниках Аджаиб) Сингх Матхару родился 11 марта 1938 года в индийском селении Тас.
Учился в начальной школе в Тасе. В 10 лет вместе с семьёй переехал в Танзанию, откуда по окончании школы перебрался в Уганду. Окончил азиатский тренерский колледж в Кампале.
Играл в хоккей на траве за «Симба Юнион» из Кампалы.
В 1959 году дебютировал в сборной Уганды. Сыграл около 50—60 матчей, в 33 поединках был капитаном сборной.
В 1972 году вошёл в состав сборной Уганды по хоккею на траве на Олимпийских играх в Мюнхене, занявшей 15-е место. Играл на позиции защитника, провёл 2 матча, мячей не забивал.
После Олимпиады за сборную не играл. Впоследствии перебрался в Великобританию.
Своими кумирами в хоккее на траве называл угандийца Аджмера Сингха и индийца Притхипала Сингха.

## Семья
Отец Аджаипа Сингха Матхару работал в Министерстве труда Уганды, занимался строительством дорог.